# Zweedse koloniën

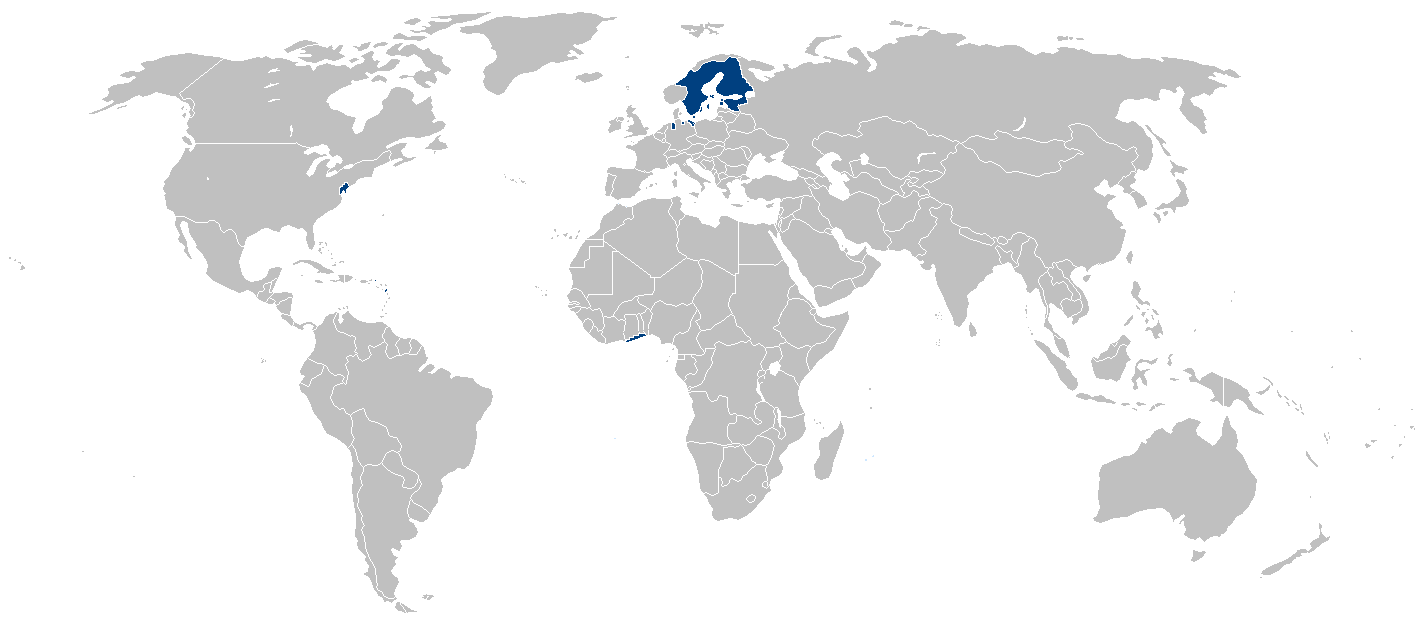
Afbeelding van het Zweedse rijk

Nieuw-Zweden rond 1650.
PA = Pennsylvania, NJ = New Jersey
MD = Maryland, DE = Delaware

Zweden bezat koloniën van 1638 tot 1663 en van 1784 tot 1878. Tegenwoordig heeft Zweden geen koloniën meer.

## Amerika
Zweden had in Amerika:
- Nieuw-Zweden: Een kolonie in de Verenigde Staten van Amerika gesticht vanaf 1638 in het grensgebied van het huidige Delaware, Pennsylvania en New Jersey. Fort Christina was het grootste fort. In 1655 veroverden de Nederlanders het onder leiding van Peter Stuyvesant.
- Guadeloupe: In 1813 door de Britten aan Zweden afgestaan, maar in 1814 weer afgestaan aan Frankrijk.
- Saint-Barthélemy: Verkregen van Frankrijk op 1 juli 1784, in ruil voor havenrechten in Göteborg, maar na 100 jaar overheersing kwam er een referendum onder de bevolking. Deze koos om weer bij Frankrijk te gaan horen. Dat was in 1878.

## Afrika
Ook heeft Zweden enkele forten op de Goudkust gesticht of veroverd. Deze kwamen al snel allemaal in Britse, Nederlandse, Deense of Franse handen.
Zweedse Forten waren:
- Carlsborg, van: 1650 - 1658, 1660 - 1663;
- Christiansborg, van: 1652 - 1658;
- Fort Batenstein, van: 1650 - 1656;
- Fort Witsen, van: 1653 - 1658.

kolonie · kolonisatie · kolonialisme · dekolonisatie (staatkundig) · dekolonisatie (cultureel)· neokolonialisme · postkolonialisme · imperialisme